# Чайковская, Воля
Воля Чайковская (бел. Чайкоўская Вольга Мікалаеўна) — белорусский продюсер и кинорежиссёр, директор и организатор кинофестиваля «Паўно́чнае ззя́нне».

## Биография
Чайковская изучала журналистику в Минске и режиссуру документального кино в Таллине. Дебютировала как продюсер с лентой Дмитрия Калашникова The Road Movie (2016). В том же году основала собственную продюсерскую компанию. Переехав в Эстонию в 2018-м году, Чайковская стала сотрудничать с продюсерской компанией AllFilm. В дальнейшем Чайковская спродюсировала такие ленты, как «Йойоги» Максима Голомидова (2022), «Чистое искусство» Максима Шведа (2020), «Моя бабушка с Марса» Александра Михалковича (2018) и др.
Чайковская является одним из создателей и директором кинофестиваля «Северное сияние» («Паўно́чнае ззя́нне»).
В 2014-м году дебютировала как режиссёр, сняв короткометражку Common Language.
В 2024-м году Чайковская анонсировала свой первый полнометражный фильм под рабочим названием «Жена такого-то» (The Wife of…), параллельно она занимается продюсированием картины 72 Hours режиссёра Анны Савченко.